# Rafael Ibarra Belmonte
Rafael Ibarra Belmonte fou un polític espanyol del segle xix, diputat a les Corts Espanyoles durant la restauració borbònica.
Militant del Partit Fusionista fou imposat com a candidat del districte de Tortosa a les eleccions generals espanyoles de 1898. El 1902 era bibliotecari del Museu de Ciències Naturals de Madrid i Reial Jardí Botànic de Madrid. També fou gentilhome de sa majestat el rei Alfons XIII.